# ロボットコンパイラ
ロボットコンパイラ、またはロボットコンパイラ装置（英: robot compiler / robot compilers）とは、ロボットを設計・生成する技術・システムの一種である。これらを用いない場合より相対的に高水準の仕様やモデル等のデータソースから、ロボットそのものやロボットの設計資料を生成する。

## 目的
ソフトウェアの分野におけるアセンブラと比較した場合のコンパイラと同様に、従来からあるロボット設計・製作手法よりも設計・製作者に要求される最低限の専門知識・技能が少なく敷居が低い為、設計・製作にかかる時間・労力もはるかに少ないというメリットから設計・製作の一般化やコストダウンが主要な目的に含まれる。

## 翻訳から生じている注意
2019年5月7日現在における日本語訳では、「装置」の語が使われているケースが確認されているものの翻訳前の英語には、「装置」に相当する単語は含まれておらず、むしろソフトウェアシステムを指すケースが存在する。また、コンピュータ科学の分野においては、いわゆるボット等のロボット自体がソフトウェアであるケースも存在する。この為、「装置」とついているからといってハードウェアと限らない。

## 流通製品
2019年現在、「Robot Compiler」の用語でカテゴライズされた商品、あるいはそれらの技術が応用された製品は、日本国内において一般流通が確認されていない。
しかし、用語にこだわらず「ロボット構成要素の専門知識を持たない/低い/専門家でない人間でも仕様やモデル等からロボットをオンデマンドで生成するシステム」という概念や前述の目的等を備えた技術やシステムとして考えた場合、日本国内においては、古くから有償無償を問わず流通しており、一例として「Robot Construction R.C.」(1993年 -）におけるAI・ロボット製作、「アーマード・コアシリーズ」（1997年 -）におけるアセンブル等が挙げられる。

## 貿易管理（輸出入と技術提供）に関わる状況
2019年5月7日現在は、日本の輸出管理関連法令において直接規制する事が始まっていない。しかし、2019年8月13日から段階的に施行される予定の米国国防権限法2019において新興・基盤技術（新基本技術、Emerging and Foundational Technologies）の一つとして規制対象となる方向で検討が進んでおり、日本においても米国法対応の観点から注意が必要である。ただし、その一方、貿易管理上の定義や規制対象となるスペック等は公表に至っていない。

## 表記のゆれ

### 英語
- Robot compliers（日本の貿易管理や米国の連邦官報で使われる英表記）
- Robot Compiler（MITで使われる英表記）

### 日本語
- ロボットコンパイラ装置（日本の貿易管理で使われる日本語表記）
- ロボットコンパイラ（実際の使用例が確認されていない直訳表記）